# Ilya Prigogine
Ilya Romanovich Prigogine (fødselsnavn russisk: Илья́ Рома́нович Приго́жин tr. Ilja Romanovitj Prigosjin ; født 25. januar 1917 i Moskva, Russiske Kejserrige, død 28. maj 2003 i Bruxelles, Belgien) var en belgisk kemiker og nobelpristager, kendt for sit arbejde med dissipative strukturer, komplekse systemer og irreversibilitet. Han modtog Nobelprisen i kemi i 1977.